# Honda CA 125 Rebel
Die Honda CA 125 Rebel ist ein Motorrad des japanischen Herstellers Honda. Der Cruiser wurde von 1995 bis 2001 von Montesa Honda in Spanien gebaut.
Die zwei Versionen JC 24 und JC 26 haben unterschiedliche Vergaser. Das Trockengewicht ist mit 140 kg für ein Fahrzeug der 125-cm³-Hubraum-Klasse eher hoch, da der Rahmen auch für die Modelle mit 250 und 450 cm³ verwendet und darum recht stabil ausgelegt wurde. Die zwei Zylinder haben eine Bohrung von 44 mm Durchmesser, die Kolben einen Hub von 41 mm bei einem Verdichtungsverhältnis von 9,4:1. Die Maschine entwickelt bei 9500 Umdrehungen eine Nennleistung von 8 kW (11 PS) und erreicht eine Höchstgeschwindigkeit von 101 km/h (JC26). Der Kraftstofftank fasst 10 Liter inklusive 2,7 l Reserve, der Verbrauch liegt bei durchschnittlich 3,6 l/100 km.
Die Rebel ist ein kleiner Chopper, jedoch muss der Motor ständig auf einem recht hohen Drehzahlniveau gehalten werden, will man zügig vorankommen. Die Motorcharakteristik passt eher zu einer sportlichen Maschine. Durch die relativ flache Gabel läuft die Rebel gut geradeaus, Kurven liegen ihr choppertypisch weniger. Sie besitzt eine Bodenfreiheit von 150 mm und fährt auf folgender Bereifung: vorn: 3-00-18 47P und hinten 130/90-15 M/C 66P.
Nachfolgemodell ist die Honda VT 125 Shadow.